# Маре-ле-Фюссе
Маре́-ле-Фюссе́ (фр. Marey-lès-Fussey) — коммуна во Франции, находится в регионе Бургундия. Департамент коммуны — Кот-д’Ор. Входит в состав кантона Нюи-Сен-Жорж. Округ коммуны — Бон.
Код INSEE коммуны — 21384.

## Население
Население коммуны на 2010 год составляло 64 человека.
| 1962 | 1968 | 1975 | 1982 | 1990 | 1999 | 2010 |
| ---- | ---- | ---- | ---- | ---- | ---- | ---- |
| 64   | 59   | 58   | 61   | 76   | 81   | 64   |

## Экономика
В 2010 году среди 48 человек трудоспособного возраста (15—64 лет) 38 были экономически активными, 10 — неактивными (показатель активности — 79,2 %, в 1999 году было 85,4 %). Из 38 активных жителей работали 36 человек (20 мужчин и 16 женщин), безработных было 2 (0 мужчин и 2 женщины). Среди 10 неактивных 3 человека были учениками или студентами, 4 — пенсионерами, 3 были неактивными по другим причинам.